# Laterne

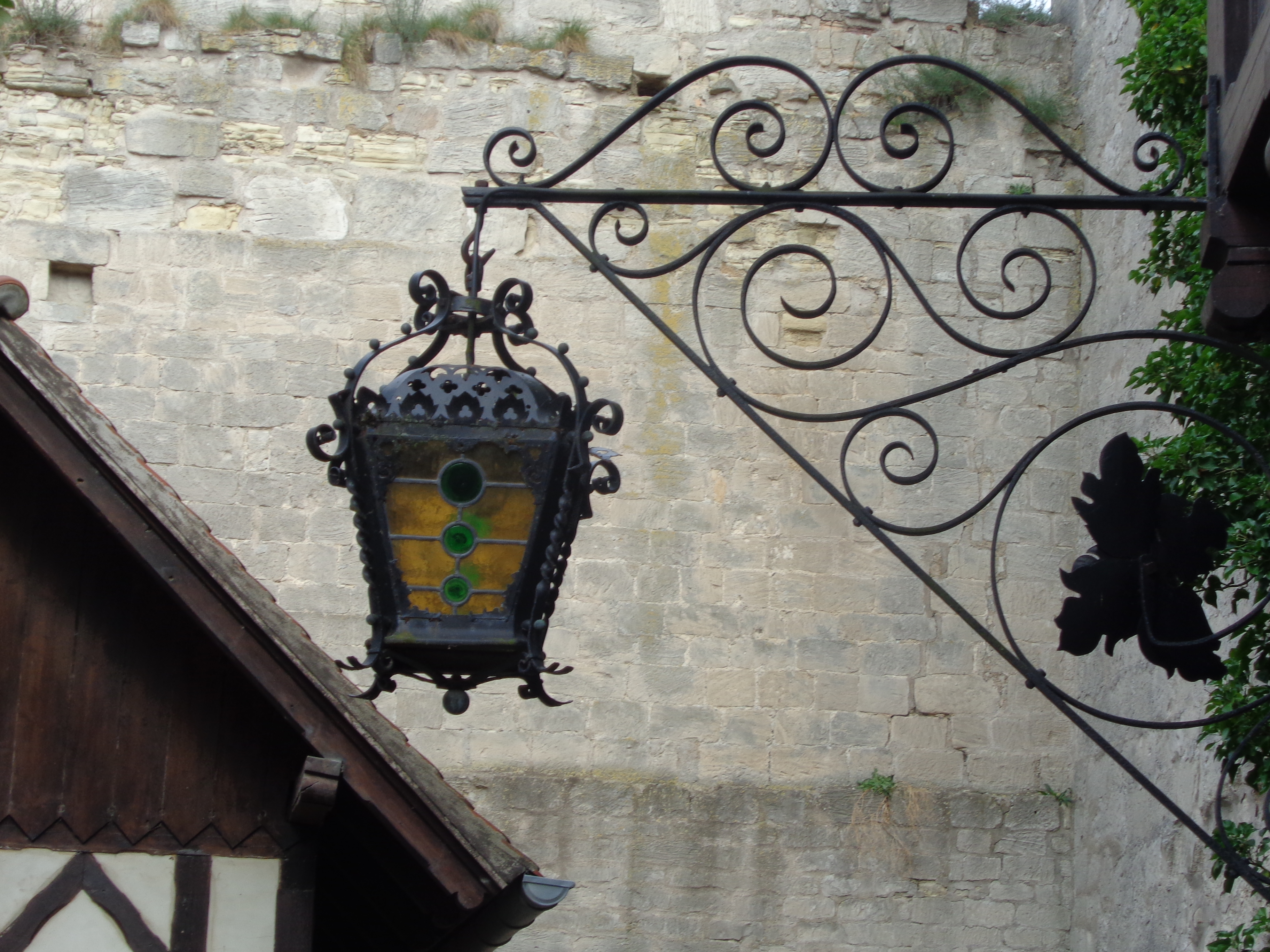
Laterne im Hof der Rudelsburg

Als Laterne bezeichnet man die Kombination aus einer selbstleuchtenden Lichtquelle und einem Wind- bzw. Regenschutz. Der Schutz vor Witterung und Staub bzw. mechanischer Belastung macht den dauerhaften, wartungsarmen Betrieb einer Lichtquelle im Freien überhaupt erst möglich. Die Montage von Laternen auf Lichtmasten ist insbesondere für die Straßenbeleuchtung gebräuchlich. Dieses das Leuchtmittel enthaltende Bauteil eines Leuchtturmes wird auch als Laterne bezeichnet. Umgangssprachlich wird Laterne als Kurzform für die Straßenlaterne verwendet.

## Geschichte

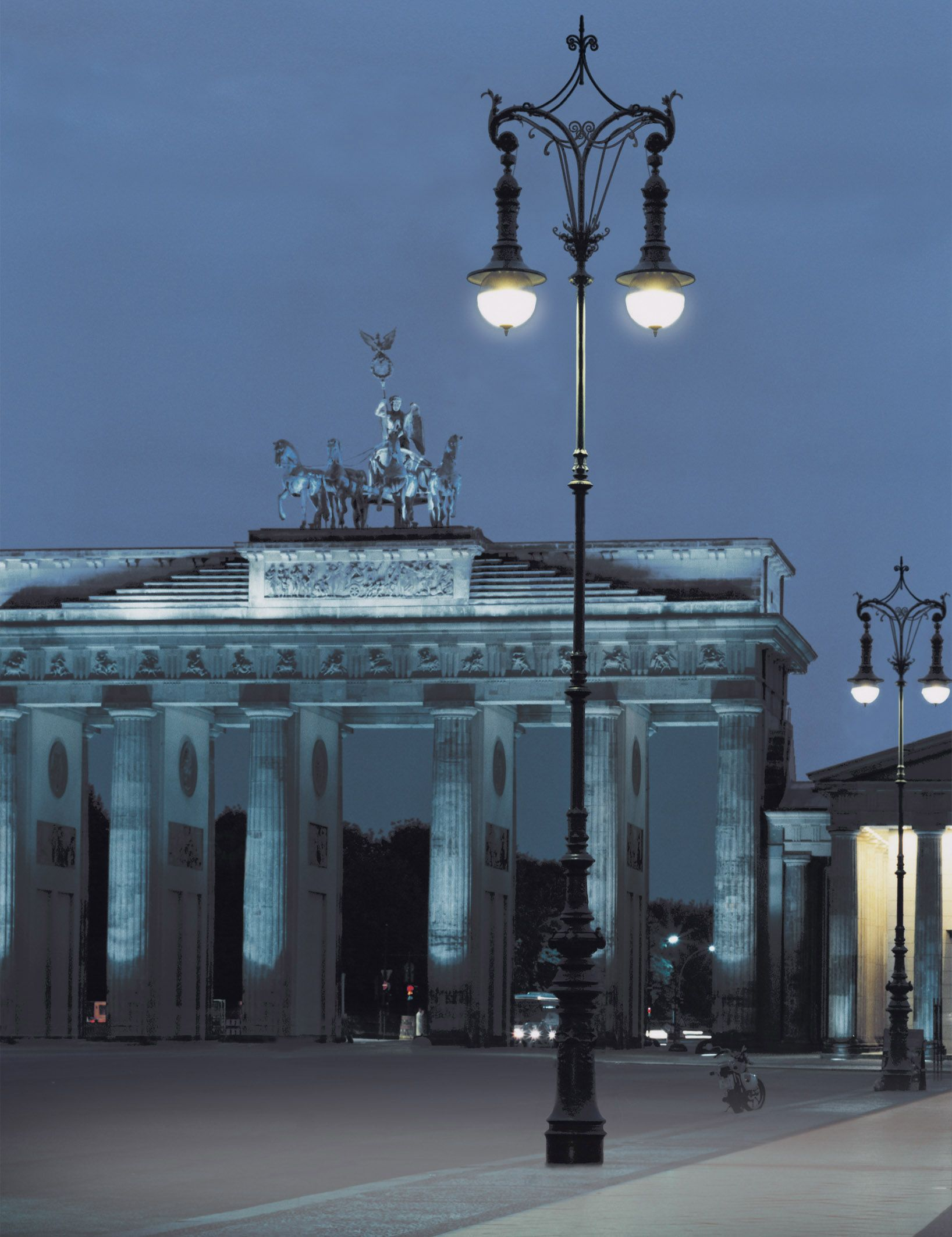
Klassischer Gusseisen-Lichtmast mit Laternenaufsatz: Schupmann-Kandelaber am Brandenburger Tor in Berlin

Laternen waren bereits im frühen Mittelalter gebräuchlich. Eine Lichtquelle, meist eine Kerze, seltener eine kleine Öllampe wurde in ein metallenes Gestell gesetzt, dessen Seitenflächen durch dünn geschabte Hornplatten oder zu jener Zeit aufwändiger durch Glas- oder Kristallscheiben gebildet waren. Sie dienten zum Aufhängen in Wohnräumen, als getragene Lichtquelle auf dunklen Wegen (Nachtwächter) und als Signale auf Schiffen. Es gab auch reine Blechlaternen mit vielen Löchern im (meist runden) Korpus, um Luft hinein und Licht herauszulassen. Hängelaternen aus Schmiedeeisen wurden im 16. Jahrhundert Gegenstand künstlerischer Ausbildung.
Nachdem in vielen Dörfern ganze Häuserreihen abbrannten, wurden im 18. Jahrhundert unter Pfalzgraf Karl IV. der Verhütung eines Feuerbrandes dienende strenge Anordnungen erlassen, in denen auch der vorschriftsmäßige Gebrauch von Laternen geregelt war.

## Laternentechniken

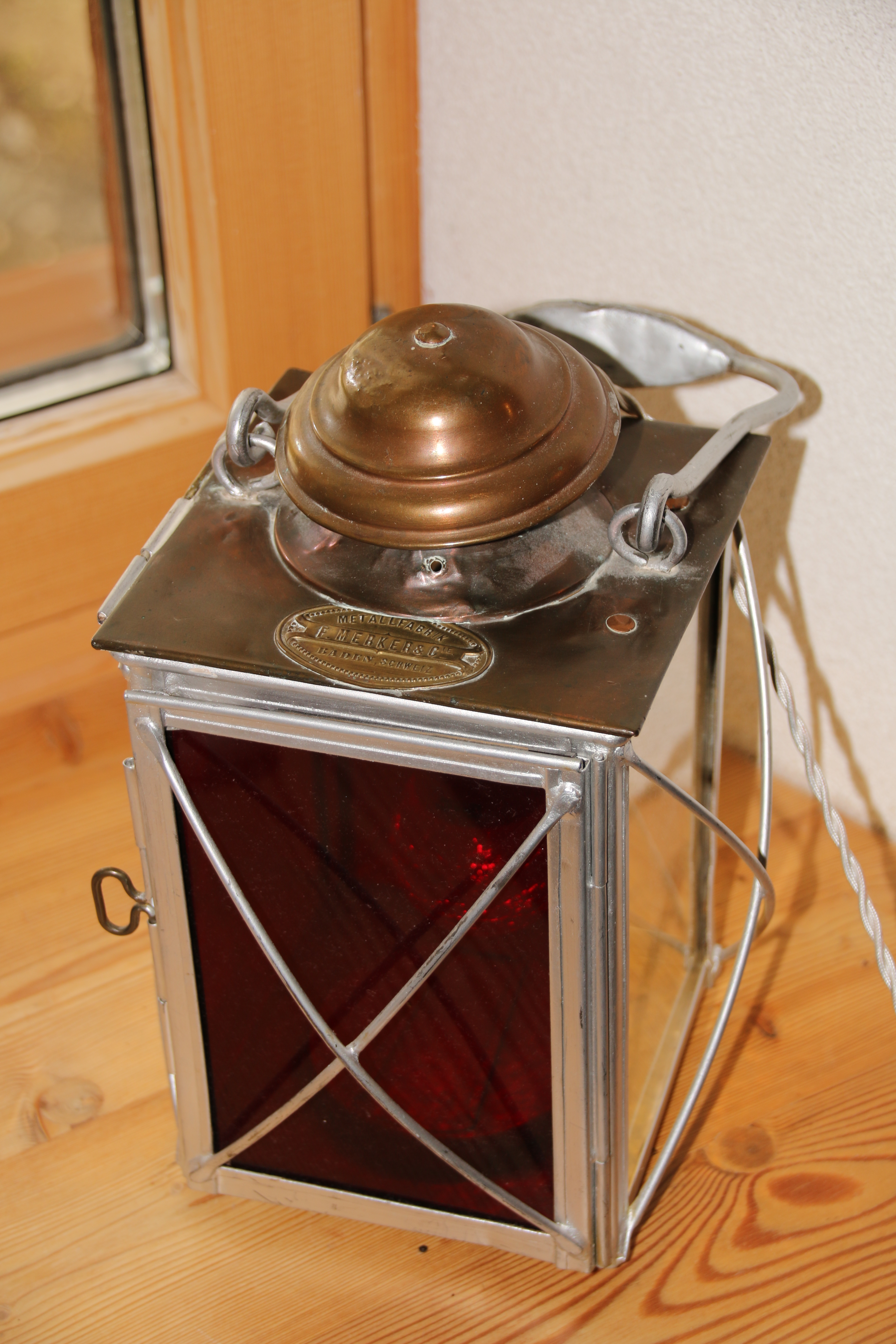
Petroleumlaterne der Gotthardbahn von F. Merker & Cie. aus dem Jahr 1896

Als Lichtquellen kommen verschiedene Techniken zum Einsatz:
- Die Kinderlaterne, die aus Karton und buntem, transparenten Papier hergestellt wird und mit einer Kerze oder einer batteriebetriebenen Glühlampe betrieben wird (siehe auch Lampion). Sie wird meist von Kindern anlässlich des Laternelaufens und des Martinssingens am und um den Martinstag genutzt. Historisch handelt es sich dabei um eine Nachempfindung der typischerweise aus Metall und Glas bestehenden Laternen, wie sie mittelalterliche Nachtwächter in den Städten als Hilfsmittel benutzt haben.
- Himmelslaternen können aufgrund der Hitze der leuchtenden Flamme wie ein Heißluftballon schweben und aufsteigen.
- Bergleute, Höhlenforscher und Kutscher benutzten früher Laternen mit Kerzen oder Öl, später auch die Karbidlampe. Die Laterne musste wegen der Gefahr der Grubenexplosion (Schlagwetter) gekapselt und explosionsgeschützt sein. Diese Kapselung wurde durch Metallnetze realisiert, um den Sauerstoff der Luft zutreten zu lassen. Ein blauer Saum um die Flamme zeigte zudem das Vorhandensein explosiver Gase an.
- Eine Positionslaterne muss ein Schiff gemäß gesetzlicher Vorschriften von Sonnenuntergang bis Sonnenaufgang oder am Tage bei unsichtigem Wetter zeigen. Früher dienten dazu Petroleumlampen, heute sind dies elektrische Leuchtmittel.
- Gaslaternen wurden als Gasbeleuchtung von Straßen benutzt, sind aber heute nur noch in wenigen Städten im Einsatz. Im Camping- und Outdoor-Bereich werden Gaslaternen verwendet, die aus Gasflaschen und Gaskartuschen gespeist werden.
- Die laternenähnliche Starklichtlampe erzeugt in einem Glühstrumpf durch Verbrennung von verdampftem Petroleum Licht.
- Straßenlaternen verwenden Natriumdampflampen, Halogen-Metalldampflampen oder Leuchtdioden. Oft werden die einzelnen Beleuchtungskörper der Straßenlampen ihrerseits als Laterne bezeichnet.

## Laterne als Säulenaufsatz
Im mittelalterlichen Europa (vor allem in Aquitanien) häufig anzutreffen waren Laternen als Abschluss von – meist auf Friedhöfen befindlichen – freistehenden Säulen oder Pfeilern (Totenleuchten, Totenlaternen). Mit dem Aufkommen der Renaissance endete jedoch diese – eher im Volks- und Aberglauben verhaftete – Tradition.

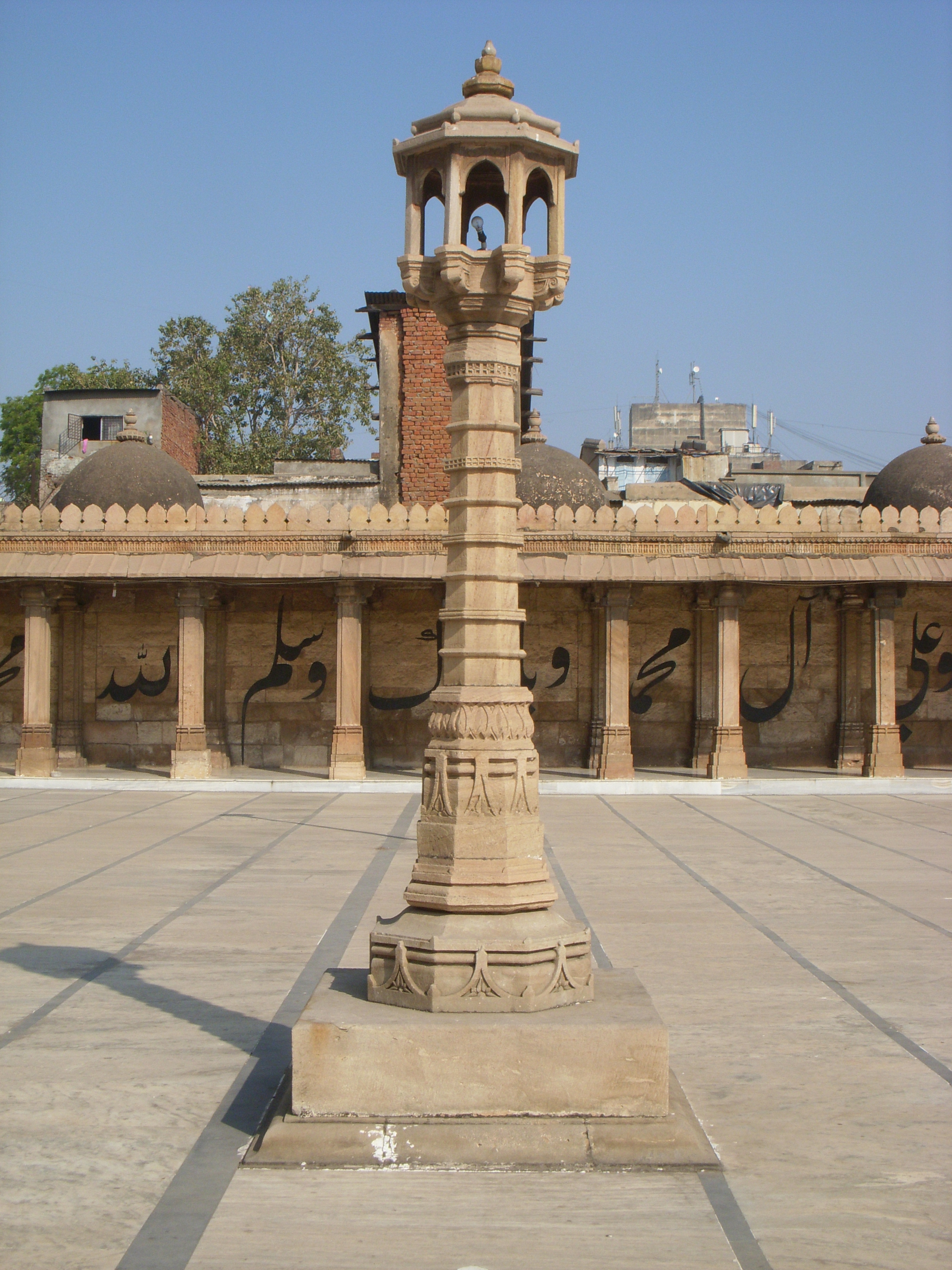
Lichtsäule im Hof der Jama Masjid von Ahmedabad, Indien

In Indien dienten Lichtsäulen zuweilen auch zur frühmorgendlichen oder spätabendlichen Beleuchtung von Moscheehöfen.